# سنکوهر
سنکوهر (به انگلیسی: Sanquhar) یک شهرک در اسکاتلند است که در دامفریس و گالووی واقع شده است. سنکوهر ۲٬۰۲۱ نفر جمعیت دارد.